# Czesław Waszkiewicz

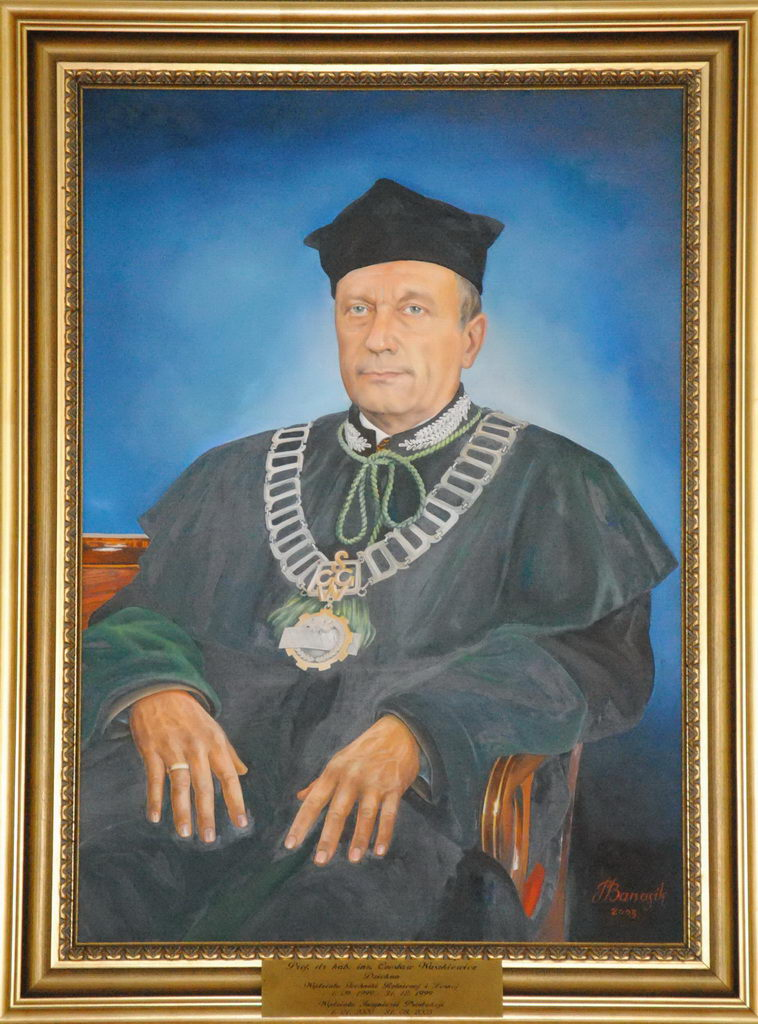
prof. dr hab. inż. Czesław Waszkiewicz Dziekan Wydziału Techniki Rolniczej i Leśnej 01.09.1999 – 31.12.1999 Dziekan Wydziału Inżynierii Produkcji 01.01.2000 – 31.08.2005

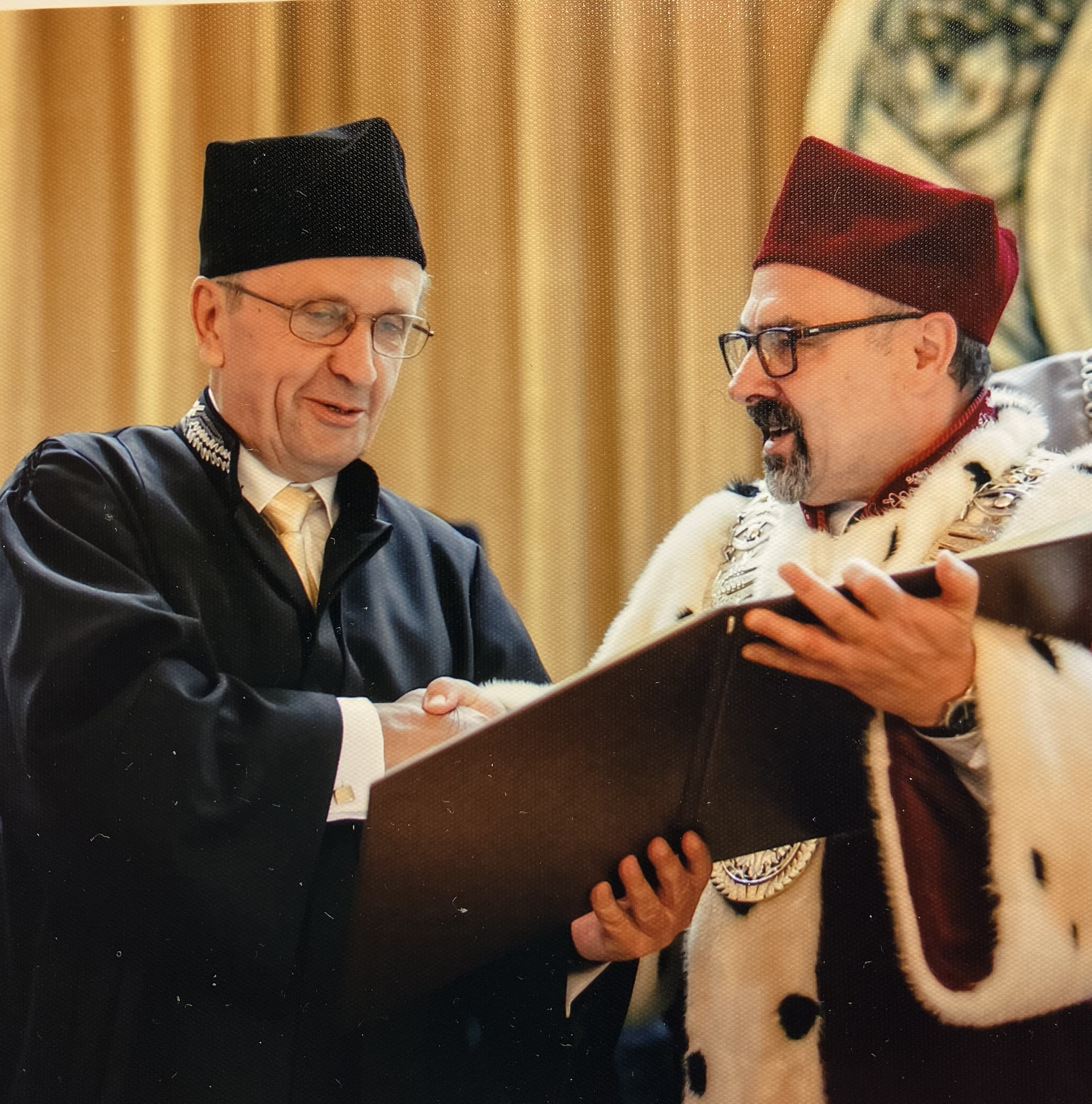
Nadanie Profesorowi Czesławowi Waszkiewiczowi tytułu doktora honoris causa SGGW przez JM Rektora SGGW Prof. dr hab. Wiesława Bielawskiego, Warszawa 18 maja 2018 r.

Czesław Wojciech Waszkiewicz (ur. 19 lutego 1944 w Szczuczynie) – polski naukowiec z zakresu techniki rolniczej, nauczyciel akademicki, były Dziekan Wydziału Inżynierii Produkcji Szkoły Głównej Gospodarstwa Wiejskiego w Warszawie, działacz społeczny.

## Życiorys
Urodził się 19 lutego 1944 w Szczuczynie. Po ukończeniu Liceum Ogólnokształcącego im. M. Kopernika w Grajewie podjął studia na Wydziale Maszyn Roboczych i Pojazdów Politechniki Warszawskiej. W 1969 rozpoczął pracę w Fabryce Maszyn Żniwnych w Płocku jako konstruktor. Następnie pełnił funkcję zastępcy kierownika warsztatów w ZSZ w Tłuszczu. Pracę naukowo-dydaktyczną w Szkole Głównej Gospodarstwa Wiejskiego w Warszawie rozpoczął w 1972. Stopień doktora uzyskał 3 lata później, w 1986 stopień doktora habilitowanego, a w 1994 tytuł profesora.
Pełnił m.in. funkcje prodziekana (1987–93) i dziekana Wydziału Inżynierii Produkcji (1999–2005), pełnomocnika JM Rektora (2003–05) oraz kierownika studiów podyplomowych “Zarządzanie i organizacja infrastruktury rolnictwa” (2005–09). Pełniąc funkcję dziekana wniósł istotny wkład w budowę obiektów Wydziału.
Organizator i długoletni kierownik Katedry Maszyn Rolniczych i Leśnych.

## Działalność naukowa
Autor lub współautor 31 książek oraz 442 publikacji, a także haseł z zakresu techniki rolniczej w „Wielkiej Encyklopedii PWN”. Pełnił funkcję redaktora naczelnego czasopism „Technika Rolnicza, Ogrodnicza, Leśna”, „Annals of Warsaw University of Life Sciences – SGGW. Agriculture. Agricultural and Forest Engineering”. W latach 2003–2012 był członkiem komitetu redakcyjnego czasopisma "Problemy Inżynierii Rolniczej".
Główne osiągnięcia naukowe dotyczą teorii i konstrukcji maszyn rolniczych, suszarnictwa płodów rolnych i właściwości fizycznych materiałów ziarnistych.
Współautor pięciu patentów i wzorów użytkowych. Kierował lub uczestniczył w 8 projektach badawczych. Promotor 7 prac doktorskich.

## Wybrane publikacje
- M.Miszczak, H.Roszkowski, Cz.Waszkiewicz, Urządzenia hydrauliczne w ciągnikach i maszynach rolniczych, Warszawa 1987
- S. Gach, M.Miszczak, Cz.Waszkiewicz, Projektowanie maszyn rolniczych, Warszawa 1989
- S. Gach, J.Kuczewski, Cz.Waszkiewicz, Maszyny rolnicze. Elementy teorii i obliczeń, Warszawa 1991
- J.Kuczewski, Cz.Waszkiewicz, Mechanizacja rolnictwa. Maszyny i urządzenia do produkcji roślinnej i zwierzęcej, Warszawa 1997
- Cz.Waszkiewicz, Maszyny i urządzenia rolnicze, Warszawa 1998

## Działalność społeczna
Od pierwszej połowy lat osiemdziesiątych XX wieku pracuje społecznie w Radzie Muzeum Rolnictwa im. ks. Krzysztofa Kluka w Ciechanowcu, początkowo jako członek rady, a od 2003 jako jej przewodniczący. Darczyńca i współorganizator wystaw Działu Techniki Rolniczej, organizator konferencji naukowych i obozów studenckich w Ciechanowcu. W uznaniu jego zasług dla rozwoju Muzeum Rolnictwa im. Ks. Krzysztofa Kluka w Ciechanowcu, a przez to i dla całego Ciechanowca, Rada Miejska w Ciechanowcu na posiedzeniu w dniu 17 maja 2012 nadała prof. dr. hab. inż. Czesławowi Waszkiewiczowi tytuł Honorowego Obywatela Ciechanowca.
Członek m.in. Rady Głównej Towarzystwa Kultury Technicznej, Rady Naukowej Instytutu Technologiczno-Przyrodniczego w Falentach, Komitetu Techniki Rolniczej Polskiej Akademii Nauk, Rady Krajowej Naczelnej Organizacji Technicznej, członek zwyczajny Towarzystwa Naukowego Warszawskiego, prezes Towarzystwa Naukowego Societas Scientiarum Klukoviana et Jablonowianae w Ciechanowcu.

## Nagrody i wyróżnienia
Wyróżniony m.in. nagrodami ministra nauki szkolnictwa wyższego i techniki, ministra edukacji narodowej, ministra rolnictwa i gospodarki żywnościowej, ministra rolnictwa i rozwoju wsi oraz Zarządu Głównego Stowarzyszenia Inżynierów i Techników Mechaników Polskich.
Odznaczony m.in. Krzyżem Oficerskim i Kawalerskim Orderu Odrodzenia Polski, Złotym Krzyżem Zasługi, Medalem Złotym za Długoletnią Służbę, Medalem Komisji Edukacji Narodowej, odznaką "Zasłużony Pracownik Rolnictwa", odznaką „Zasłużony dla Kultury Polskiej”, odznaką „Zasłużony dla Rolnictwa", Kordelasem Leśnika Polskiego, Diamentową, Złotą i Srebrną Odznaką Honorową Naczelnej Organizacji Technicznej, Złotą Odznaką Stowarzyszenia Naukowo-Technicznego Inżynierów i Techników Rolnictwa, tytułem „Złoty Inżynier 2010”, Złotą Odznaką Związku Nauczycielstwa Polskiego, odznaką honorową „Za Zasługi dla SGGW”, medalem ks. Krzysztofa Kluka, medalem Stanisława Staszica, Odznaką Honorową Województwa Podlaskiego i Brązowym Medalem "Zasłużony Kulturze Gloria Artis"
18 kwietnia 2013 Rada Miejska w Szczuczynie nadała mu tytuł Honorowego Obywatela Gminy Szczuczyn.
18 maja 2018 otrzymał najwyższe wyróżnienie akademickie - tytuł doctor honoris causa nadany przez Senat Szkoły Głównej Gospodarstwa Wiejskiego w Warszawie.